# Martin Matejka
Martin Matejka (* 26. května 1972 Trenčianské Teplice) je český herec.
Již od dětství se amatérsky věnoval divadlu. Proto nastoupil v roce 1989 se svojí sestrou Magdalenou Zimovou na Divadelní fakultu Akademie múzických umění v Praze, obor loutkoherectví. Jeho spolužáci v ročníku byli také Jan Vondráček, Peter Varga, Lenka Veliká, Martin Veliký, Čeněk Koliáš, Michaela Doležalová, Ivana Lokajová, Pavel Tesař a další. Při absolvování katedry Divadelní fakulty společně s celým ročníkem a režisérem Janem Bornou založili Dejvické divadlo. Katedru alternativního divadla úspěšně absolvoval a od té doby se věnuje filmům, televizním seriálům a především Divadlu v Dlouhé.
Jeho sestrou je herečka Magdalena Zimová a bývalý švagr je český herec Karel Zima.

## Divadlo
V roce 1992 při studiích spoluzakládal se spolužáky z Divadelní fakulty a režisérem Janem Bornou Dejvické divadlo, ve kterém sám účinkoval čtyři sezóny do roku 1996 v souboru divadla. S kolegy z Dejvického divadla a Janem Bornou přestoupili v roce 1996 do právě vznikajícího Divadla v Dlouhé, kde působí i v roce 2020. Účinkuje zde například v inscenacích Jak jsem se ztratil, Souborné dílo Williama Shakespeara ve 120 minutách nebo Kabaret Kainar - Kainar. V roce 2020 se představil v roli ve hře Dobrý konec všechno spraví, která byla uváděna na Letních shakespearovských slavnostech. Pro divadelní společnost LokVar napsal inscenaci Matěj a čerti.

## Televize a film
Jeho prvním filmovým počinem byl v roce 1988 film Ako sa kráľ vecí nahneval. Objevil se také ve filmu Babovřesky a naposledy v Lajce. Zahrál si také v několika televizních seriálech.